# Vincent Porelli
Pour les articles homonymes, voir Porelli.
Vincent Porelli, né le 8 février 1935 à Nice, est un homme politique français. Membre du Parti communiste français, il est maire de Port-Saint-Louis-du-Rhône de 1965 à 1989 et député des Bouches-du-Rhône de 1973 à 1988.

## Biographie
Né dans une famille ouvrière de la vieille ville de Nice, il entre à l'école normale d'instituteurs en 1952. Il y rencontre notamment Jean Tardito et Georges Thorrand avec qui il restera en contact.
Nommé au cours complémentaire de Port-Saint-Louis-du-Rhône en 1958, il passe ensuite un certificat d'études littéraires pour devenir PEGC.
Militant à la fois au SNI et au PCF, dont il était adhérent depuis 1953, il devient secrétaire de la cellule communiste de Port-Saint-Louis dès la fin des années 1950, tout en étant secrétaire de la sous-section locale du syndicat.
Malgré son passage, en 1962, à l'école centrale du parti, Porelli n'exerça aucune responsabilité importante dans l'appareil communiste, pas même au niveau local.
En 1965, il emporte la mairie de Port-Saint-Louis, battant le sortant socialiste Gustave Vidal, élu depuis 1947. Il est ensuite réélu à trois reprises, en 1971, 1977 et 1983.
Son activité municipale est évidemment intense, compte tenu de la durée de son mandat et des évolutions de sa ville, située au cœur de l'activité portuaire marseillaise. Il agit notamment pour développer les structures scolaires, et notamment le collège Maximilien Robespierre, qui est ouvert en 1978, le sport (avec la construction de deux gymnases), la culture (création de la MJC) et la santé (ouverture du centre médical de l'union des mutuelles de travailleurs).
Deux ans plus tard, en 1967, il est élu conseiller général dans le canton correspondant à sa ville.
Candidat malheureux aux législatives en 1967 et 1968, il entre finalement à l'Assemblée nationale lors des élections législatives de 1973. Réélu en 1978 et 1981, puis pour un dernier mandat sur la liste menée par Guy Hermier en 1986.
En 1989, à la surprise générale, il est battu au deuxième tour des municipales par une liste sans étiquette menée par Philippe Caizergues. Il reste cependant à la tête de l'opposition municipale, luttant notamment contre la privatisation de l'eau, sans réussir à reprendre le fauteuil de maire.
Dans les années 1990, il est un des animateurs du courant "Refondateur" du PCF, particulièrement représenté dans son département avec Guy Hermier, Marcel Tassy ou Roger Ruzé.
Contrairement à ce qui se passe au même moment dans de nombreuses anciennes municipalités communistes, le retrait de la vie politique de Porelli ne signifie pas la disparition du PCF local. Les communistes reprennent ainsi la mairie en 2008 avec Jean-Marc Charrier.
Entretemps, cependant, Porelli, après s'être opposé au choix d'une candidature Marie-Georges Buffet pour l'élection présidentielle de 2007, avait démissionné du PCF et s'était retiré à Aix-en-Provence. Il y milite ensuite au sein du mouvement ATTAC.

## Détail des fonctions et des mandats
Mandats parlementaires
- 11 mars 1973 - 2 avril 1978 : Député de la 11e circonscription des Bouches-du-Rhône
- 19 mars 1978 - 22 mai 1981 : Député de la 11e circonscription des Bouches-du-Rhône
- 21 juin 1981 - 1er avril 1986 : Député de la 11e circonscription des Bouches-du-Rhône
- 16 mars 1986 - 14 mai 1988 : Député des Bouches-du-Rhône